# Florești-Stoenești
Florești-Stoenești est une commune du județ de Giurgiu en Roumanie.